# Crosa
Crosa – miejscowość i gmina we Włoszech, w regionie Piemont, w prowincji Biella.
Według danych na styczeń 2009 gminę zamieszkiwały 342 osoby przy gęstości zaludnienia 356 os./1 km².